# Wilhelm Riepe
Wilhelm Heinrich Gustav Riepe (* 10. April 1874 in Hücker; † 2. Januar 1955 in Wiesbaden) war ein deutscher Ingenieur, Fabrikant und Politiker.

## Leben
Wilhelm Riepe besuchte das Gymnasium in Herford, das er 1893 mit dem Abitur abschloss. Vom Sommersemester 1893 bis zum Wintersemester 1895/1896 studierte er an der Technischen Hochschule Hannover Bauingenieurwesen. 1895 wurde er in Hannover Mitglied des Corps Macaria, des späteren Corps Macaro-Visurgia. Im Sommersemester 1896 setzte er das Studium an der Technischen Hochschule München fort, kehrte zum Wintersemester 1896/1897 für drei weitere Semester nach Hannover zurück und schloss nach einem weiteren Studiensemester an der Technischen Hochschule Darmstadt das Studium als Dipl.-Ing. des Bauingenieurwesens ab.
Nach einer ersten Anstellung bei einer Baubehörde in Hamburg bis Herbst 1899 leistete er bis Herbst 1900 als Einjährig-Freiwilliger seinen Militärdienst beim 1. Feldartillerie-Regiment „Prinzregent Luitpold“ der Bayerischen Armee in München. Im Anschluss daran trat er 1900 als Regierungsbauführer in den Staatsdienst ein. 1903 wurde er nach bestandenem 2. Staatsexamen zum Regierungsbaumeister des Straßen- und Wasserbaufachs ernannt. Nach ersten kurzen Tätigkeiten in Merseburg, Halle an der Saale und Elbing und 1905 vorübergehendem Ausscheiden aus dem Staatsdienst wurde er 1911 in Danzig zum Landesbaurat befördert.
Am Ersten Weltkrieg nahm er als Reserveoffizier, zuletzt als Hauptmann der Reserve und Kommandeur eines Feldartillerie-Bataillons, teil und wurde mit dem Eisernen Kreuz II. und I. Klasse ausgezeichnet.
1921 quittierte Wilhelm Riepe den Staatsdienst endgültig und wurde Direktor, Geschäftsführer und Mitinhaber der von seinem 1910 verstorbenen Schwiegervater gegründeten Witt & Svendsen Landmaschinenfabrik. 1922 verlieh ihm das Corps Baltica Danzig das Band. Von 1926 bis 1927 war er Vizepräsident des Senats der Freien Stadt Danzig. 1936 setzte er sich zur Ruhe und lebte seitdem bis zu seinem Tod in Wiesbaden.